# ليغوري (ميزوري)
ليغوري (بالإنجليزية: Liguori)‏ هي إحدى المجتمعات الفردية (غير مصنفة) في ولاية ميزوري في الولايات المتحدة الأمريكية.